# Dale Eaglesham
Dale Eaglesham (né en 1962 à Châteauguay) est un dessinateur de bande dessinée canadien, actif depuis les années 1980 dans l'industrie du comic book.

## Biographie
Vétéran du comics ayant eu ses débuts en 1986, il a notamment travaillé pour DC Comics, Marvel, Dark Horse et CrossGen, mais il travaille présentement chez Marvel Comics. Il a récemment illustré la série à succès Justice Society of America, récemment relancée par DC Comics et rédigée par Geoff Johns, et antérieurement la série Villains United, rédigée par  Gail Simone. Il est aussi connu pour avoir inauguré la série Batman: Gotham Knights, ainsi que pour les deux années où il était dessinateur de la Green Lantern. À la suite de la signature d'un contrat exclusif avec Marvel Comics en janvier 2009, l'entreprise a annoncé que Dale serait le nouvel artiste régulier de la série Fantastic Four. Il réside en Ontario, toujours au Canada.

## Récompenses
- 2008 : Prix Joe Shuster du meilleur dessinateur pour Justice Society of America n°2-4, 6-7 et 9-11

## Publications

### DC Comics
- 52 (comics) #14
- Adventures of Superman Annual #9
- Batgirl #12
- Batman #564, 574
- Batman Chronicles #18
- Batman: Gotham Knights #1, 2, 5
- Batman: Legends of the Dark Knight #116, 120 (couverture), 126 (4 pages)
- Batman: Shadow of the Bat #84, 93 (couverture)
- Detective Comics #731, 741 (7 pages)
- Firestorm #11
- Green Lantern # 136 & 138, 141, 143-145, 147, 149-151, 153-156, 158-161
- Green Lantern: Our Worlds At War #1
- Hawkman #38
- H.E.R.O. #15 to 22
- JLA 80-Page Giant #3
- JSA #81
- Justice Society of America #1-4,6-7, 9-12, 14-15, 18-19
- Legion of Superheroes #11 (récit auxiliaire)
- President Luthor: Secret Files and Origins #1
- Villains United 1, 2, 4, 5, 6 ainsi que le numéro spécial Villains United Special
- Teen Titans Annual #1 (2006)
- The Last Adventures of Superman #649

### CrossGen
- Sigil (comics)  #36, 37, 38, 40, 41, 42

### Acclaim Comics
- Eternal Warrior #45, 46
- Eternal Warrior #1 (?) Digital Alchemy vol. 2,
- Killer Instinct #1
- X-O Manowar #66

### Marvel Comics
Divers:
- 2099 A.D. Genesis #1
- Captain America #6, 7 (nouvelle série)
- Doom 2099 #41
- Excalibur #122, 124, 125
- Guardians of the Galaxy #42, 43
- Silver Surfer Annual #4, 6 (récits de 10 pages)
- What If? Volume 2 #30, 45
- Amazing Spider-Man: Extra! #3
- Amazing Spider-Man #591
- Captain America #600
- Fantastic Four #570-572, 575-578
- Steve Rogers: Super Soldier #1-2

The Punisher :
- The Punisher: Year One (série de 4 numéros, 1994-1995)
- The Punisher War Zone #2
- Punisher Holiday Special #3
- Punisher 64-Page Annual #6
- Punisher Back-to-School Special #2
- Punisher #96 (couverture)

Conan the Barbarian:
- Conan the King #51, 52, 53, 54, 55
- The Savage Sword of Conan the Barbarian #130 (première illustration publiée), 141 (collection d’affiches), 145, 149, 152, 157, 185, and 215 (récit auxiliaire portant sur Kull)

### Dark Horse Comics
Dark Horse Presents:
- The Creep # 56, 57, 58, 60, 61, 63, 64 (2000 AD (comics))

Ainsi que plusieurs affiches (Conan, Batman) et numéros individuels de style « Secret Files » (NML, GL)